# Slunga
För andra betydelser, se Slunga (olika betydelser).
- Övre vänster: Bandrings slunga
- Övre höger: Artistisk återgivelse av en balearisk slungman.
- Undre vänster: Medeltidstäckning av två stavslungare i ett torn.
- Undre höger: Modern repslunga.

Slunga, mer specifikt handslunga, är ett relativt okomplicerat projektilvapen och har använts mycket länge av människan. Den användes i stor omfattning under antiken och medeltiden.
För att slunga större stenar användes maskinslungor, till exempel motsviktsslungor.

## Handslungans konstruktion
Slungan består i sin enklaste form av en lång remsa av läder eller tyg. Remsan har en liten pung eller skålformat tygstycke i mitten. Den som skall slunga tar tag i båda ändarna av snöret med handen, lägger i ammunition i pungen; sedan roterar man med armen så att pungen roterar i hög hastighet med ammunitionen i en cirkelbana kring armen. När man uppnått hög hastighet släpper man den ena sidan av snöret vid rätt tidpunkt för att man skall få ammunitionen att flyga iväg i rätt riktning med en hög fart. Ammunitionen utgörs oftast av runda stenar, kulor av bränd lera eller något annat med lämplig vikt och form. Det är möjligt att med träning uppnå en hög precision med slunga. Ett skott kan döda även större djur och människor, trots att slungan är ett till synes oansenligt vapen. Slungan kan modifieras så att pilar och spjut kan användas som projektiler.

## Historia
Historiskt sett har slungan funnits sedan förhistorisk tid, då den troligtvis användes för jakt eller som vapen i strid eller på fältslag. Mest känd har slungan blivit på grund av ett stycke i bibeln (Gamla Testamentet), där David dödade Goliat med just en slunga.
Man har hittat slungor i egyptiska gravar. De baleariska slungkastarna var legosoldater i den romerska armén. Vilket betyder att slungkastarna var en av de första historiskt verifierbara att delta i strid som legosoldater. Greker från antikens Grekland hade slungkastare i sina arméer, där ammunitionen var stenar som var svagt äggformade. Slungan överträffades bara av mongoliska kompositbågar i räckvidd; alla andra bågar var underlägsna i det avseendet.
I modern tid används slungor främst för nöjes skull men förekommer vid uppror och våldsamma demonstrationer. Längsta dokumenterade skott med slunga är 477 m, det rekordet hålls av David Engvall i Guinness rekordbok. Det rekordet gjordes med en pil, längsta skottet med en sten gjordes av Larry Bray och var på 437,1 m.

### Varianter
- Bollslunga – en eller flera projektiler (vanligen kulor/bollar) ankrade i ändarna på ett snöre så att de kan slungas iväg, vanligen med tilläggsnamn beroende av antalet projektiler.
- Handslunga – slunga gjord av en vikpåse med snöre i var ända som slungas för hand genom att bygga upp fart och sedan släppa ena snöret så påsen öppnas och släpper sin last
- Pilslunga – slunga för kastpilar, se till exempel den grekiska kestrophendone (klassisk grekiska: κεστροσφενδόνη)
- Spjutslunga – slunga för spjut bestående av ett träskaft med en nock i slutänden vari spjutets akter slungas iväg med, se till exempel den aztekiska ahtlatl:n
- Stavslunga – slunga på änden av ett skaft ger användaren en häftstångseffekt till att slunga iväg projektilen i en rörelse, se till exempel den romerska fustibalus:en
- Motviktsslunga – kastmaskin som arbetar med en motvikt, på svenska även kallad blida

## Användning
Slungor har använts i jakt på småvilt som kaniner och fåglar, och även till att skrämma bort, skada och döda rovdjur eller människor. De var bland annat vanliga under medeltiden på slagfältet. Jämfört med andra projektilvapen som spjut, armborst och pilbåge har slungan flera fördelar.
Fördelarna med att använda slunga är att det är ett vapen som är lättare att transportera än pilbåge, den kräver mindre skötsel, kan användas i alla väder, är lättare (kan till exempel bäras som ett pannband) och billigare att framställa och ammunitionen är också lättare och billigare att framställa. Det är möjligt att improvisera när det kommer till ammunition och välja lämpligt föremål på marken, t.ex. naturliga stenar. Det tar också kortare tid för en slungare att avfyra ett skott än för en pilbågskytt; slungarna kan på så sätt vara mer effektiva och flexibla. Slungan är okänslig mot väder och vind till skillnad mot pilbågar och armborst. Det är ovanligt med skador och i de fall skador skulle uppstå är slungan lätt att ersätta. Ammunitionspåsen sticker inte ut så mycket från kroppen och på så vis lider man mindre risk att bli upptäckt vid överraskningsanfall, jämför med ett pilkoger. Slungaren behövde bara en hand för att hantera sitt vapen, och det är betydligt tystare än andra projektilvapen.
Nackdelarna är att slungkastning kräver mycket träning för att man skall få bra precision, till den grad att många krigsherrar valde att hyra in experter på slungkastning istället för att utbilda sin soldater. Ett slungskott har svårare att tränga igenom en rustning eller andra skydd än en pil och kan därför inte användas mot soldater i rustning i lika stor utsträckning. I tät skog eller andra ställen med lite utrymme kan man inte använda slunga.